# Гай Косконий (претор 89 года до н. э.)
Гай Коско́ний (лат. Gaius Cosconius; умер, предположительно, после 76 года до н. э.) — римский военачальник и политический деятель из плебейского рода Коскониев, претор 89 года до н. э. Во время Союзнической войны успешно воевал с самнитами. Предположительно, в 78—76 годах до н. э. именно он был наместником Иллирика и в этом качестве завоевал бо́льшую часть Далмации.

## Биография
Гай Косконий принадлежал к незнатному плебейскому роду, первый представитель которого, упоминаемый в источниках, был военным трибуном в последние годы III века до н. э.
Первое упоминание о Гае Косконии относится к 89 году до н. э., когда он занимал должность претора. В это время Рим воевал с восставшими италиками, и Косконий был одним из военачальников в этой войне. По данным эпитоматора Тита Ливия, он совместно с Лукцеем разбил самнитов. Вождь последних Марий Эгнаций при этом погиб, и в результате многие самнитские общины капитулировали.
Согласно Аппиану, Косконий занял Салапию и осадил Канузий. На помощь городу подошла самнитская армия; Гай, понеся большие потери, отступил в Канны. Какое-то время его отделяла от противника река. Командир самнитов Требаций предложил Косконию либо беспрепятственно переправиться, либо отступить, чтобы дать перейти реку ему. Тот отступил, но напал на врагов во время переправы и перебил 15 тысяч человек. После этой победы Косконий разграбил территорию противника и подчинил племя педикулов, а в начале 88 года до н. э. передал командование Квинту Цецилию Метеллу Пию.
Истинная картина случившегося остаётся неясной. Исследователи констатируют, что Косконий действовал в Апулии летом 89 года до н. э., до того, как Луций Корнелий Сулла подчинил самнитов, и одержал одну или две больших победы. Требаций не упоминается в связи с какими-либо другими событиями; теоретически он может быть отождествлён с Марием Эгнацием.
В 78—76 году до н. э. некий Гай Косконий был проконсулом Иллирии. За два года он завоевал бо́льшую часть Далмации и взял город Салоны, хотя ему и мешали беспорядки в собственном войске. Предположительно это был претор 89 года до н. э., заслуживший во время Союзнической войны репутацию способного полководца и благодаря этому получивший новое назначение. В какой-то момент этот Косконий был привлечён к суду Валерием Валентином, но был оправдан, так как сам выдвинул против Валентина обвинение, ещё более тяжкое. В историографии есть мнения в пользу датировки этого процесса 87 годом до н. э. или временем после иллирийского наместничества.